# Десант в районе Скрыгалово — Конковичи
Десант в районе Скрыгалово — Конковичи 28—29 июня 1944 года — тактический десант, высаженный кораблями Днепровской военной флотилии в ходе Белорусской наступательной операции Великой Отечественной войны.

## План операции
С первого дня Белорусской операции катера Днепровской военной флотилии (командующий капитан 1-го ранга В. В. Григорьев) поддерживали войска 1-го Белорусского фронта (командующий генерал армии К. К. Рокоссовский), который частью сил наступал по долине реки Березина.
Советским войскам противостояли части немецкой 9-й армии (командующий генерал пехоты Ханс Йордан) группы армий «Центр». Для наступления по Березине советское командование активно использовало тесное взаимодействие сухопутных войск с действиями военной флотилии. После успешного Здудичского десанта было решено высадить следующий речной десант в селах Скрыгалово Мозырского района и Конковичи Петриковского района Гомельской области. Оба села были заранее подготовлены немецкими войсками к обороне.
В десант была выделена усиленная стрелковая рота из состава 107-го стрелкового полка 55-й стрелковой дивизии 61-й армии, которую усилили взводом моряков 66-го отдельного отряда дегазации и дымомаскировки Днепровской флотилии (за неимением по штату флотилии частей морской пехоты её командир использовал в таком качестве этот отряд). Всего в десант включили 293 бойца (260 стрелков и 33 моряка). В отряд высадки были выделены 4 бронекатера.

## Ход операции
Для достижения внезапности операция была запланирована необычно — катера с десантом пересекли линию фронта и подошли к месту высадки поздно вечером 28 июня, то есть атака началась с наступлением темноты. Десант был высажен в районе Скрыгалово. Сначала были высажены моряки-химики во главе с младшим лейтенантом Н. П. Чалым. Они обошли укреплённые позиции, завязали бой на дальнем от реки фланге и отвлекли внимание противника от реки. Умело корректируя артиллерийский огонь бронекатеров, моряки добились уничтожения 7 орудий, 6 миномётов и подавления 9 других огневых точек, также было взорвано 7 дотов. Тем самым организованная немецкая оборона была нарушена.
В разгар боя бронекатера высадили стрелковую роту. Ошеломленный противник в непривычных для себя условиях ночного боя не смог оказать организованного сопротивления и беспорядочно покинул село. Действия десантников поддерживали огнём все участвующие в высадке бронекатера и прибывшая за ними к месту боя плавбатарея флотилии.
Одновременно была произведена и атака с фронта главными силами дивизии, тоже увенчавшаяся успехом. При преследовании противника с ходу к рассвету 29 июня силами десанта и остальных частей 107-го стрелкового полка было освобождено и село Конковичи. Используя успех десанта, советские войска и катера флотилии в быстром темпе продвигались к крупному городу и узлу сопротивления Петриков.
Потери сторон неизвестны. По данным ОБД «Мемориал» в братских могилах в деревне Скрыганово похоронено 83 бойца, в деревне Конковичи — 26 бойцов, но в обоих случаях в эти могилы производились послевоенные перезахоронения из могил в окрестных деревнях и в ненаселенной местности. Поэтому установить точное количество бойцов, погибших в бою за освобождение этих деревень и изначально похороненных там, не представляется возможным, можно лишь утверждать, что их количество меньше похороненных там сейчас.
В бою особо отличились краснофлотец Н. А. Сикорский (его группа добилась наибольших потерь врага при корректировке артиллерийского огня с кораблей) и главный старшина Г. П. Попов (при преследовании ворвался на подожженный немцами склад боеприпасов и потушил его, предотвратив взрыв). За подвиги в этом и последующих десантах на Березине обоим морякам было присвоено звание Героя Советского Союза.